# Kiyoshi Tomizawa
Kiyoshi Tomizawa (富沢 清司, Tomizawa Kiyoshi, Fujieda, 3 december 1943) is een Japans voormalig voetballer die als verdediger speelde.

## Clubcarrière
Tomizawa begon zijn carrière bij Yawata Steel, de voorloper van Nippon Steel. Tomizawa veroverde er in 1964 de Beker van de keizer. 1965 werd de ploeg opgenomen in de Japan Soccer League, de voorloper van de J1 League. In 12 jaar speelde hij er 164 competitiewedstrijden en scoorde 22 goals. Tomizawa beëindigde zijn spelersloopbaan in 1976.

## Japans voetbalelftal
Tomizawa debuteerde in 1965 in het Japans nationaal elftal en speelde negen interlands, waarin hij twee keer scoorde.

## Statistieken
| Japans voetbalelftal | Japans voetbalelftal | Japans voetbalelftal |
| Jaar                 | Wed.                 | Dlp.                 |
| -------------------- | -------------------- | -------------------- |
| 1965                 | 2                    | 0                    |
| 1966                 | 0                    | 0                    |
| 1967                 | 1                    | 0                    |
| 1968                 | 1                    | 0                    |
| 1969                 | 0                    | 0                    |
| 1970                 | 2                    | 0                    |
| 1971                 | 3                    | 2                    |
| Totaal               | 9                    | 2                    |